# 第21軍団 (ウクライナ陸軍)
第21軍団（だい21ぐんだん、ウクライナ語: 21-й армійський корпус）は、ウクライナ陸軍の軍団。

## 歴史

### ロシアのウクライナ侵攻
2025年2月、ロシアのウクライナ侵攻の影響に伴い、ウクライナ軍は旅団の上級単位が従来の作戦管区に加え、作戦戦略集団（OSUV）、作戦戦術集団（OTU）、戦術集団（OG）、軍団など雑多になり指揮統制に混乱が生じていたため、軍団制に一本化されると発表された。
2025年5月、ウクライナ軍の軍団制移行に伴い創設された。

## 編成中
- 軍団司令部[1]